# Maury County
Maury County är ett administrativt område i delstaten Tennessee, USA, med 80 956 invånare. Den administrativa huvudorten (county seat) är Columbia.

## Geografi
Enligt United States Census Bureau har countyt en total area på 1 594 km². 1 587 km² av den arean är land och 7 km² är vatten.

### Angränsande countyn
- Williamson County - norr
- Marshall County - öst
- Giles County - söder
- Lawrence County - sydväst
- Lewis County - väst
- Hickman County - nordväst